# لوکا ووسکوویچ
لوکا ووسکوویچ (انگلیسی: Luka Vušković؛ زادهٔ ۲۴ فوریهٔ ۲۰۰۷) بازیکن فوتبال اهل کرواسی است که در پست مدافع برای باشگاه فوتبال هایدوک اسپلیت در لیگ فوتبال کرواسی بازی می‌کند؛ وی در حالی که ۱۶ سال بیشتر نداشت نخستین بازی رسمی خود را برای این تیم در لیگ برتر انجام داد.
وی همچنین در تیم‌های ملی فوتبال زیر ۱۵ سال کرواسی، زیر ۱۶ سال کرواسی و زیر ۱۷ سال کرواسی بازی کرده‌است.